# Nova Palma
Nova Palma là một đô thị thuộc bang Rio Grande do Sul, Brasil. Đô thị này có diện tích 313,506 km², dân số năm 2007 là 6444 người, mật độ 20,55 người/km².